# 寺地洋之
寺地 洋之（てらじ ひろゆき、1965年 - ）は、岐阜県出身の日本の建築設計/建築意匠・建築計画学者、一級建築士。大阪工業大学工学部建築学科教授。大阪府建築士会技術顧問。
専門は、建築設計/建築意匠・建築計画、知財評価。

## 略歴
1987年大阪工業大学工学部建築学科を卒業後、内井昭蔵建築事務所に勤務。1992年寺地建築設計事務所を設立し、独立。1993年大阪工業大学工学部建築学科に着任。2004年カリフォルニア大学バークレー校客員研究員、サンフランシスコの建築設計事務所Sanley Saitowitz officeと協働。 現在、大阪工業大学工学部建築学科教授、学科長。
建築学において、一般的となったCAD製図だけでなく、伝統的な“手描き製図’’にもこだわり、建築家としての感性を養う教育方法を取り、大阪工業大学から長年、西日本トップクラスの一級建築士合格者数輩出に貢献している。
主な受賞は、2016年こども環境学会学会賞受賞。2018年 監修した「大阪工業大学大宮キャンパス2号館 建築学科移転に伴う改造計画」で、日本サインデザイン賞銀賞受賞。2019年 実践的PBL活動「川上村木匠塾」第3代塾長として、日本建築学会教育賞（教育貢献）受賞。さらに同年、指導する研究室メンバーと共に、枚方市での市民協働型の取り組み「MOKUプロジェクト」で2019年グッドデザイン賞受賞。

## 主な行政審査員
- 奈良県景観デザイン賞2018
- 京都府八幡市新庁舎入札案件2018
- 兵庫県西宮市市営住宅建替入札案件2019

## 主な著書
- 「建築設計製図演習 〈１〉 設計基礎編 」（共著）
- 「建築設計演習 〈２（標準編）〉- 空間とかたを学ぶ」（峰岸隆との共著）
- 「建築設計演習 〈３（展開編）〉 - 空間とかたちを操る」[12]

## 主な研究
- 建築の床構成に関する考察〜設計手法の slide・skip・slopeに着目して：建築設計
- 都市における残余空間と切り取られる空の形状〜都市の空間設計・構造に関する考察
- 神社建築の廻廊の造形（デザイン）的分析〜分析のための分類廻廊の研究 ：建築意匠 - 峰岸隆との共同研究
- 認定こども園における園舎の平面構成についての基礎的考察：建築計画